# Вибори у США (2022)
Вибори 2022 року в США відбудуться у вівторок, 8 листопада 2022 року. Протягом цього року проміжних виборів усі 435 місць у Палаті представників і 35 із 100 місць у Сенаті будуть брати участь у виборах. Також змагатимуться тридцять дев'ять державних і територіальних губернаторських та численні інші державні та місцеві вибори. Це будуть перші вибори, після перепису населення 2020 року.

## Федеральні вибори

### Вибори в сенат
Будуть планово обиратися всі 34 зі ста місць у Сенаті, які належать до третього класу (кожні два роки на шестирічний термін переобирають третину сенаторів, їхні місця поділяються на три класи: 33+33+34 місця). Для заповнення інших вакантних місць Сенату будуть проведені позачергові вибори. Переможці цих виборів до Сенату США будуть приведені до присяги 3 січня 2023 року на 118-му Конгресі.

#### Позачергові вибори
У 2022 році відбудуться щонайменше двоє позачергових виборів для заміни сенаторів, які подали у відставку під час 117-го Конгресу :
- Каліфорнія: чинна сенаторка Камала Гарріс була обрана віцепрезидентом Сполучених Штатів і пішла у відставку в 18 січня 2021 року як сенатор від Каліфорнії, щоб очолити Сенат як віцепрезидент США[1]. Губернатором Ґевіном Ньюсомом кандидатом на посаду сенатора від Каліфорнії висунутий секретар штату Каліфорнія Алекс Падія.

- Оклахома: чинний сенатор Джим Інгоф оголосив 24 лютого 2022 року, що піде у відставку з Сенату після закінчення 117-го Конгресу 3 січня 2023 року. Позачергові вибори для заповнення чотирьох років, що залишаються від шести років його повноважень, мають відбутися 8 листопада 2022 року одночасно з регулярними виборами на місце третього класу, на яке планує на наступні шість років переобиратись другий сенатор від Оклахоми Джеймс Ленкфорд[2]. Таким чином, від цього штату водночас будуть обиратися обидва сенатори, хоча зазвичай це відбувається у різні роки, для цього два місця сенаторів кожного штату відносять до різних класів.

### Вибори до Палати представників
Усі 435 місць у Палаті представників будуть брати участь у виборах. Станом на травень У 2022 році 49 представників (31 демократ, 18 республіканців) оголосили про відставку. Посадові особи в цих перегонах були визначені на виборах у Палату представників 2020 року та наступних позачергових виборах. Оскільки ці вибори будуть першими після перепису населення після перепису 2020 року, у кількох округах може бути відсутнім чинний конгресмен, або мати кілька таких.

#### Позачергові вибори
У 2022 році відбудуться щонайменше шість позачергових виборів, щоб замінити члена, який пішов у відставку або помер на посаді під час 117-го Конгресу:

## Вибори у штатах

### Губернаторські вибори
Відбудуться вибори губернаторів 36 штатів і трьох територій. На вакантні посади в інших штатах і територіях можуть бути проведені позачергові вибори, якщо цього вимагає конституція відповідних штатів і територій. Оскільки більшість губернаторів прибувають на посаді чотири роки, останні регулярні вибори на більшість місць, які висуваються на вибори у 2022 році, відбулися у 2018 році. Губернатори Нью-Гемпширу та Вермонту мають дворічний термін, тому посадові особи в цих двох штатах були визначені на виборах губернаторів 2020 року.

Партійна принадлежність чинного генерального прокурора США 2022 року

### Законодавчі вибори
У переважній більшості штатів і територій у 2022 році відбудуться парламентські вибори. У Луїзіані, Міссісіпі, Нью-Джерсі та Вірджинії не будуть проводитися парламентські вибори штатів, оскільки всі ці штати проводять такі вибори в непарні роки. У штатах, які використовують терміни в шаховому порядку, деякі сенатори штатів не будуть балотуватися. Оскільки ці вибори будуть першими після перепису населення 2020 року, кілька законодавчих округів можуть не мати чинного представника, або мати кілька чинних представників.